# George Hobern
George David Hobern (* 9. Dezember 1996 in Sherwood Park) ist ein kanadischer Volleyballspieler.

## Karriere
Hobern studierte von 2014 bis 2020 an der University of Alberta und spielte in der Universitätsmannschaft Golden Bears. Nach seinem Studium wechselte er 2020 zum österreichischen Erstligisten UVC Ried. In der Saison 2021/22 spielte der Mittelblocker in Tschechien bei VK Příbram. Danach folgte eine Saison beim französischen Verein Rennes Volley. 2023/24 war er auf Zypern bei Anorthosis Famagusta aktiv. Danach wurde er vom deutschen Bundesligisten TSV Haching München verpflichtet.